# Spada a due mani
La spada a due mani è una spada di grandi dimensioni e ingombro, pensata per essere impugnata usando entrambe le mani.

## Storia
Una prima  presenza della spada a due mani si ha nell'Epopea di Gilgamesh, un antico poema epico babilonese  scritto circa 4500 anni fa. Secoli dopo i legionari romani che si scontrarono con le tribù galliche e germaniche dovettero affrontare guerrieri  muniti di grandi spade maneggiate a due mani, anche se il vero impulso allo sviluppo di quest'arma fu il miglioramento costante delle corazze, per le più pesanti e rinforzate, contro le quali la normale spada non poteva nulla. La spada quindi, grazie anche  all'evolversi della metallurgia, inizia a mutare assumendo la foggia e le caratteristiche fino ad assomigliare alla classica spada a due mani del Medioevo presente nell'immaginario collettivo moderno.
Fino al 1500 comunque la spada a due mani venne relegata all'uso nei duelli, tanto che nel 1409 Fiore dei Liberi pubblicò il primo manuale italiano sull'uso di quest'arma, seguito da Filippo Vadi qualche decina di anni dopo, il quale stilò anche una serie di punti necessari affinché una spada si potesse definire "a due mani". In Italia gli ultimi trattatisti a parlare della spada a due mani furono Giacomo di Grassi e Francesco Alfieri rispettivamente nel 1570 e nel 1653, dopodiché, con la grande e rapida diffusione delle armi da fuoco in Europa, la spada a due mani, così come molte altre armi bianche, cadde in disuso.

## Caratteristiche
Le parti  dell'elsa sono tre: pomolo, impugnatura e  guardia crociata, che può essere dotata di spuntoni di arresto o offesa.

Il  pomo  è un peso di ferro o acciaio che serve a bilanciare la lama, e ad attaccare nel caso il combattimento vada in gioco stretto. L'impugnatura, di legno poi rivestito in cuoio, permette una buona presa e la guardia crociata, barra di metallo dritta o ricurva verso la lama, serve a proteggere le  mani dalla spada avversaria, a bloccare la lama avversaria oppure ad  attaccare (sempre nel caso di combattimento ravvicinato). L'elsa viene poi fissata al codolo, parte terminante della lama  opposta alla punta. Quando venivano fissati i tre componenti dell'elsa, un po' di codolo sporgeva e allora questo veniva riscaldato e poi ribattuto, appiattendolo e rendendo saldissima tutta la parte sopra  citata.
La lama si divide in tre parti: la parte anteriore, detta punta  o parte  debole, che mantiene meglio il filo e che, generalmente, porta il colpo; quella posteriore, ovvero  vicina all'elsa, detta parte forte, che non ha filo ma garantisce la robustezza  dell'intera lama, usata spesso per parare; infine, quella mediana, che permette sia di parare che di colpire, ma soprattutto per fare spada  contro spada, ingaggiare la lama e quindi ottenere le famose prese di ferro. Il colpo viene solitamente portato con la parte della lama che è  rivolta nella stessa direzione delle dita della mano che la impugna,  detta filo  vero o filo dritto. La parte opposta, verso il braccio di chi combatte, è invece detta filo falso o filo manco.
L'impugnatura, lunga circa una spanna, viene tenuta con la mano forte, e  termina con il pomolo impugnato dalla mano debole. La tecnica vede soprattutto fendenti di taglio sia lunghi che corti e affondi di punta che sfruttano la  notevole lunghezza della lama.
Il peso medio di una  spada a due mani era di circa un kg e mezzo. La lunghezza totale andava dai 110 ai 150 cm.

## Impiego

Talvolta, per forzare la guardia avversaria, si teneva anche una mano tra il grado medio e il "debole" della lama

I documenti che tramandano le tecniche d'impiego della spada a due mani risalgono al periodo compreso tra i primi del Quattrocento e la metà del Seicento, anche se la massima diffusione di questo stile di combattimento si verificò tra il XV e la metà del XVI secolo, principalmente in Italia e in Germania.
La spada a due mani si può considerare principalmente un'arma da guerra del Medioevo e del Rinascimento.
Inoltre, con la spada da due mani si attesta con l'uso dell'arma nella vita civile, per difesa personale e per i duelli legali, un concetto fondamentale per lo sviluppo della scherma più moderna.
All'evenienza, come altre tipologie di spada che presentano la lama vicino all'elsa non affilata, era impugnabile come una corta lancia, strategia alla quale si ricorreva nel momento di affrontare avversari in armatura completa, per poter portare colpi di punta più potenti, soprattutto nei pertugi dell'armatura.
Ai giorni nostri la spada a due mani è studiata da alcune scuole di scherma tradizionale o scrimia essendo illustrata ampiamente da molti trattatisti dell'epoca come, ad esempio, il medievale Fiore dei Liberi e il rinascimentale Achille Marozzo.

## Varianti

### Kringla
Spadona a due mani di produzione svedese, con elsa particolare formata da una barretta metallica attorcigliata a comporre anellature. Usata in Svezia tra 1400 e 1500.

### Flamberga eZweihänder

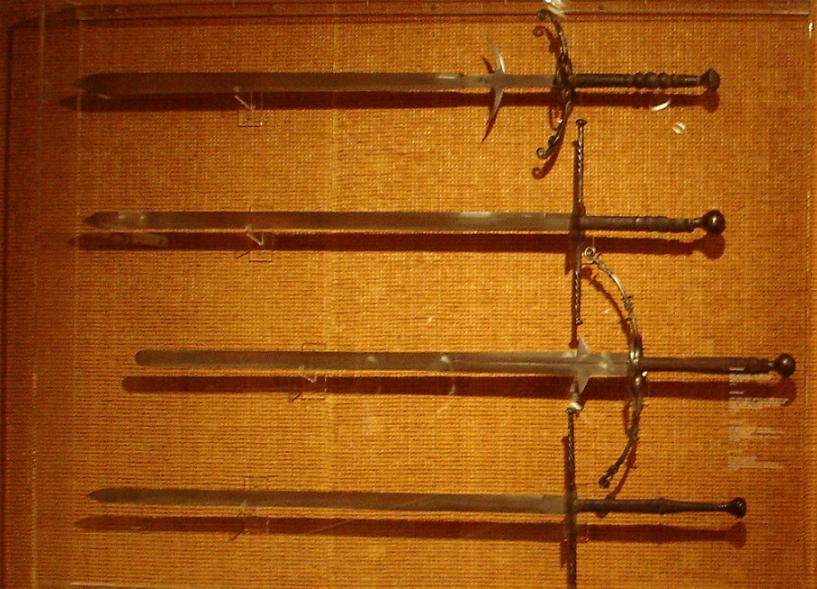
Esempi di Zweihänder

La Flamberga è essenzialmente una spada a due mani con lama tagliente ondulata, lunga e pesante. Era generalmente utilizzata come elemento decorativo, ma alcuni soldati lanzichenecchi, definiti doppelsöldner (letteralmente "pagati il doppio"), ne impiegarono spesso la controparte militare Zweihänder per sfoltire le picche nemiche, tranciandole di netto, eliminando così il maggior pericolo per la cavalleria.
Normalmente la lama è lunga un metro e il manico 50 cm; sulla prima c'è una parte di cuoio per infilare la mano protetta da due punte lunghe circa 5 cm; il manico è avvolto da una fascia di cuoio ed il guardamano è semplice e con poche decorazioni. In altri casi, la parte di cuoio sulla lama e il guardamano sono decorati e il manico è in avorio o altri materiali pregiati.

### Claymore

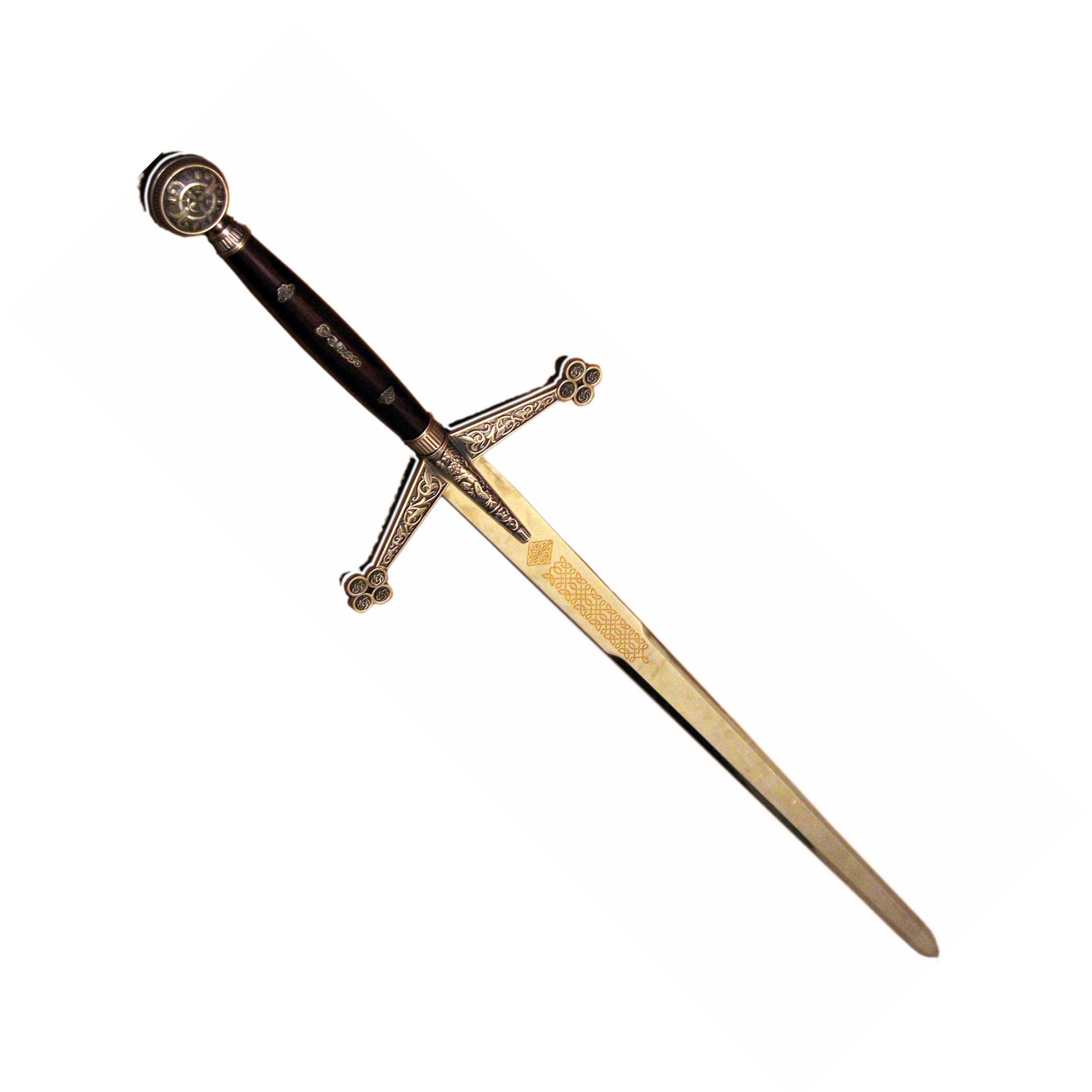
Claymore a due mani - replica

Il termine in lingua inglese Claymore, derivato dal gaelico claidheamh mòr ("grande spada") o claidheamh da lamh ("spada a due mani"), ove claidheamh è correlato alla parola latina gladius, indica due tipi di spada in uso ai guerrieri della Scozia tra Medioevo ed Età Moderna:
la variante scozzese della spada a due mani e la variante scozzese della spadona con elsa a cesto in uso alle forze di fanteria nel XVII e XVIII secolo.
Rispetto alle altre spade a due mani sviluppatesi in Europa tra Tardo Medioevo e Rinascimento, la Claymore scozzese era forse la più maneggevole, fatto salvo il Montante spagnolo: 1,4 metri di lunghezza totale, 1 metro di lunghezza per la lama e circa 2,5 kg di peso complessivo.
Nell'insieme, i dati tecnici dell'arma la fanno rientrare nel modello XIIIa della Oakeshott Tipology.
Caratteristica tipica della Claymore a due mani era l'impugnatura. La crociera ha bracci diritti, chiusi ad angolo acuto sulla lama, forse per favorire manovre di disarmo, terminanti in arrotondamenti spatolati e trilobati (a volte quadrilobati). Il pomolo era circolare e con una raggiera incisa. La lama della Claymore poteva presentare ricasso, spesso manicato di cuoio, o sguscio ma le fonti iconografiche presentano anche modelli antichi con lama interamente a vista e codolo che si innesta direttamente nella crociera. Alcuni modelli di Claymore a due mani montavano, oltre ai bracci, in questo caso curvi, due valve concave a protezione della mano ("guscio di vongola").